# Comete radenti di Kreutz
Le comete radenti di Kreutz (o Kreutz sungrazers, pronuncia [ˈkrɔɪts] ) sono una famiglia di comete radenti caratterizzate da orbite che le portano estremamente vicine al Sole durante il perielio. Si ritiene che questa famiglia sia composta dai frammenti di un'unica grande cometa che si frammentò molti secoli fa, e prendono il nome dall'astronomo tedesco Heinrich Kreutz, che per primo dimostrò la loro origine comune.
Molti dei membri di questa famiglia sono diventati grandi comete, occasionalmente anche visibili in pieno giorno vicino al Sole. La più recente di queste è stata la Cometa Ikeya-Seki nel 1965, probabilmente la più luminosa dell'ultimo millennio. Si è ipotizzato che un altro gruppo di comete Kreutz molto luminose potrebbe cominciare ad arrivare nel Sistema solare interno nei prossimi anni o decenni.
Dopo il lancio della sonda SOHO nel 1995 sono stati scoperti migliaia di membri minori della famiglia, alcuni grandi solo pochi metri. Nessuno di questi frammenti è mai sopravvissuto al passaggio al perielio, in quanto solo comete radenti molto più grandi, come la Grande Cometa del 1843 o la C/2011 W3 (Lovejoy) possiedono dimensioni sufficienti per evitare la completa evaporazione. Astronomi amatoriali hanno scoperto con successo centinaia di questi membri più piccoli della famiglia, grazie ai dati disponibili in tempo reale su Internet.

## Scoperta e osservazioni storiche

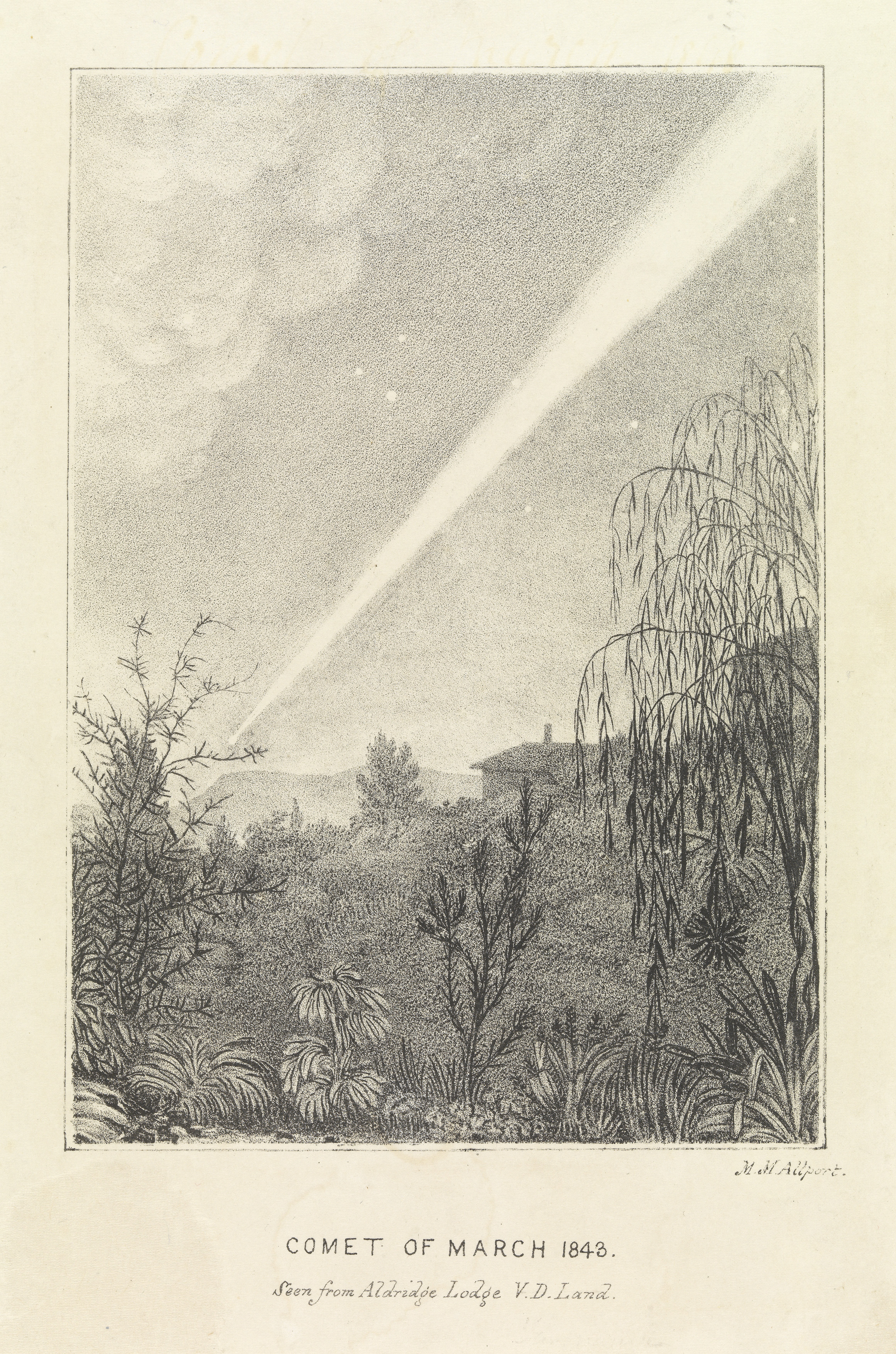
Illustrazione della Grande Cometa del 1843, vista dalla Tasmania

La Grande Cometa del 1680 è stata la prima cometa per cui si è scoperta un'orbita il cui perielio la portava estremamente vicina al Sole, solo 200.000 km (0,0013 UA) al disopra della superficie solare, cioè circa metà della distanza Terra Luna. Divenne quindi la prima cometa radente conosciuta: il suo perielio fu di soli 1,3 raggi solari.
Gli astronomi dell'epoca, tra i quali Edmond Halley, specularono che tale cometa fosse il ritorno di una luminosa cometa vista molto vicino al Sole nel 1106. 163 anni dopo apparve la Grande Cometa del 1843, e anche questa passò molto vicina al Sole. Nonostante il calcolo dell'orbita mostrasse che la cometa aveva un periodo di diversi secoli, alcuni astronomi si chiesero se fosse il ritorno della cometa del 1680. Una cometa molto luminosa nel 1880, la Grande Cometa del 1880, fu scoperta muoversi su un'orbita praticamente identica a quella del 1843, così come la seguente Grande Cometa del 1882. Alcuni astronomi ipotizzarono che fossero tutte la stessa cometa, il cui periodo orbitale era in qualche modo drasticamente accorciato ad ogni passaggio al perielio, forse per la presenza di un qualche denso materiale attorno al Sole.
Un'ipotesi alternativa fu che queste comete fossero tutte frammenti di una precedente cometa radente molto più grande. L'idea fu proposta per la prima volta nel 1880, e la sua plausibilità fu dimostrata ampiamente quando la Grande Cometa del 1882 si divise in svariati frammenti dopo il passaggio al perielio. Nel 1888 Heinrich Kreutz pubblicò un articolo che dimostrava come le comete del 1843 (C/1843 D1, la Grande Cometa di marzo), 1880 (C/1880 C1, la Grande Cometa australe) e 1882 (C/1882 R1, la Grande Cometa di settembre) fossero probabilmente i frammenti di una gigantesca cometa che si era frammentata svariate orbite prima. La cometa del 1680 risultò non appartenere a questa famiglia di comete.
Dopo che un'altra cometa radente di Kreutz fu vista nel 1887 (C/1887 B1, la Grande Cometa Australe del 1887), la successiva non apparve fino al 1945. Due ulteriori comete radenti apparvero negli anni sessanta, la cometa Pereyra nel 1963 e la Cometa Ikeya-Seki, che divenne estremamente luminosa nel 1965 e si ruppe in tre frammenti dopo il perielio. La comparsa di due comete radenti di Kreutz in rapida successione ispirò ulteriori studi sulla dinamica del gruppo.

## Membri notevoli
Le comete più luminose della famiglia di Kreutz sono state spettacolari, facilmente visibili nel cielo diurno. Le tre più impressionanti sono state la Grande Cometa del 1843, la Grande Cometa del 1882 e la Cometa Ikeya-Seki. Un altro membro notevole fu la Cometa dell'Eclisse del 1882.

### La Grande Cometa del 1843
La Grande Cometa del 1843 fu avvistata la prima volta nel febbraio di quell'anno, tre settimane prima del suo passaggio al perielio. Il 27 febbraio era facilmente visibile in pieno giorno e gli osservatori descrissero una coda lunga 2-3° in allontanamento dal Sole, prima di disperdersi nel bagliore del cielo. Dopo il suo passaggio al perielio riapparve nel cielo del mattino e sviluppò una coda estremamente lunga. L'11 marzo si estendeva per più di 45° nel cielo ed era larga più di 2°; fu calcolato che la coda era lunga più di 300 milioni di kilometri (2 UA). Il record resse fino al 2000, quando si scoprì che la coda della Cometa Hyakutake era lunga più di 550 milioni di kilometri.
La cometa dominò il cielo per tutto marzo, prima di svanire al di là della visibilità a occhio nudo all'inizio di aprile, e l'ultimo avvistamento fu il 20 di quel mese. Questa cometa fece un'impressione notevole sul pubblico, ispirando in alcuni la paura che il giorno del giudizio fosse imminente.

### La Cometa dell'Eclisse del 1882
Un gruppo di osservatori riunito in Egitto per osservare l'eclissi solare del 17 maggio 1882 rimase sorpreso quando osservò una striscia luminosa vicino al Sole durante la fase di totalità. Per una coincidenza rimarchevole l'eclisse era occorsa durante il passaggio al perielio di una cometa radente Kreutz. La cometa sarebbe altrimenti passata completamente inosservata, e il suo avvistamento durante l'eclissi ne fu l'unica osservazione. Le fotografie dell'eclisse mostrarono che la cometa si era mossa notevolmente durante la totalità, come ci si attenderebbe da una cometa in corsa vicino al Sole a più di 500 km/s. A volte la cometa viene chiamata come Tewfik, da Tewfik Pasha, all'epoca il Chedivè dell'Egitto.

### La Grande Cometa del 1882

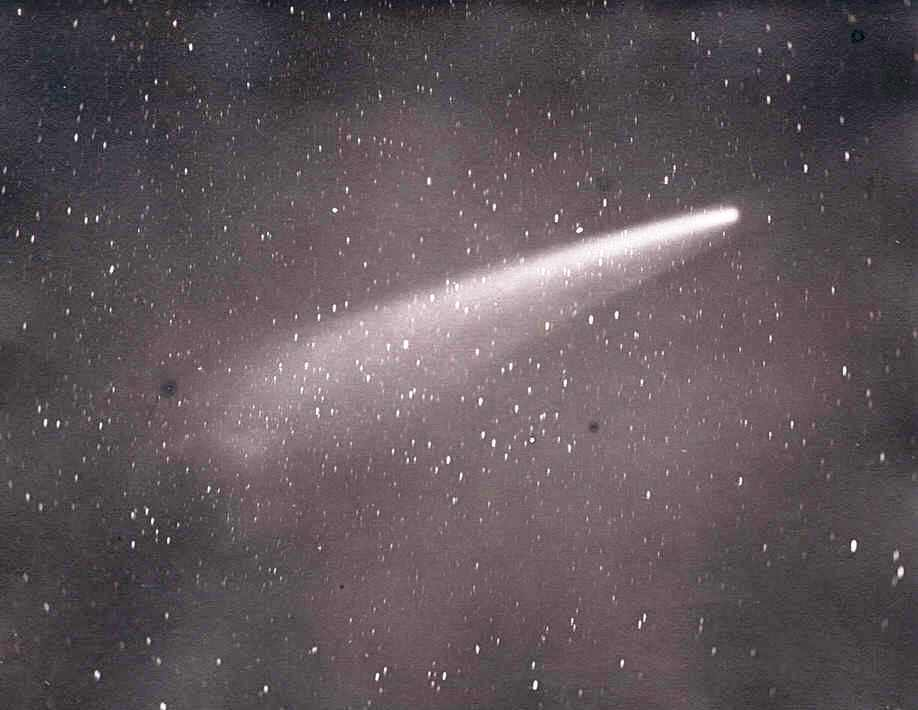
Fotografia della Grande Cometa del 1882, vista dal Sud Africa.

La Grande Cometa del 1882 fu scoperta indipendentemente da molti osservatori, siccome era già visibile a occhio nudo quando apparve in cielo all'inizio di settembre 1882, pochi giorni prima del perielio. Crebbe rapidamente in luminosità, tanto che fu chiaramente visibile in pieno giorno per due giorni (16-17 settembre), persino attraverso delle nubi leggere.
Dopo il passaggio al perielio la cometa rimase molto luminosa per svariate settimane, e durante il mese di ottobre il suo nucleo fu visto frammentarsi prima in due e poi in quattro pezzi. Alcuni osservatori hanno anche riportato macchie diffuse di luce a qualche grado di distanza dal nucleo. La velocità di allontanamento dei frammenti era tale che questi ritorneranno a circa un secolo di distanza l'uno dall'altro, tra 670 e 960 anni dopo la separazione.

### La Cometa Ikeya–Seki
La Cometa Ikeya-Seki è la più recente cometa luminosa della famiglia di Kreutz. Fu scoperta indipendentemente da due astronomi amatoriali giapponesi il 18 settembre 1965, a 15 minuti l'uno dall'altro, e fu rapidamente riconosciuta come una radente Kreutz. Aumentò rapidamente di luminosità nelle successive 4 settimane mentre si avvicinava al Sole, e raggiunse la magnitudine apparente di +2 il 15 ottobre. Il 21 ottobre passò al perielio, e osservatori di tutto il mondo la videro chiaramente nel cielo diurno. Poche ore prima del suo passaggio al perielio raggiunse una magnitudine visibile tra -10 e -11, comparabile con la fase lunare di primo quarto, la cometa più luminosa in assoluto dopo quella del 1106. Il giorno successivo la magnitudine era già scesa a -4.
Astronomi giapponesi, attraverso l'uso di un coronografo, videro la cometa spezzarsi in tre frammenti 30 minuti circa prima del perielio. Quando la cometa riapparve nel cielo del mattino dei primi di novembre, due di questi nuclei furono identificati con certezza, mentre il terzo rimase solo sospettato. La cometa sviluppò una coda notevole, circa 25° di lunghezza, prima di scomparire nel corso del mese di novembre. L'ultimo suo avvistamento risale al gennaio 1966.

## Storia dinamica ed evoluzione

Relazione approssimata tra i principali membri delle comete radenti Kreutz. Notare che i passaggi al perielio ai quali occorse la frammentazione potrebbero non essere determinati con certezza.

Uno studio di Brian Marsden nel 1967 fu il primo tentativo di tracciare la storia orbitale del gruppo, al fine di individuare la cometa progenitrice. Tutti i membri del gruppo conosciuti al 1965 avevano inclinazione orbitale praticamente identica di circa 144°, così come valori molto simili di longitudine del perielio, intorno a 280-282°, con solo un paio di oggetti che si discostavano, probabilmente per calcoli orbitali incerti. Per l'argomento del periasse e la longitudine del nodo ascendente invece i valori possedevano una variazione maggiore.
Marsden scoprì che le radenti Kreutz possono essere divise in due gruppi, con elementi orbitali solo leggermente differenti, implicando quindi che la famiglia è il risultato di frammentazioni successive non avvenute a un solo perielio. Tracciando all'indietro le orbite di Ikeya-Seki e della Grande Cometa del 1882, Marsden scoprì che al loro passaggio precedente al perielio la differenza tra i loro parametri orbitali era dello stesso ordine di grandezza di quella tra i pezzi della Ikeya-Seki dopo la frammentazione. Ciò significava che era realistico supporre che fossero parte della stessa cometa che si era spezzata un'orbita prima. Al momento il candidato migliore per la cometa progenitrice è quella del 1106: i parametri orbitali derivati per la Ikeya-Seki fornirono un perielio precedente quasi esattamente nello stesso momento, e anche se i parametri derivati per la Grande Cometa del 1882 implicano un perielio di alcuni decenni successivo, basta solo un piccolo errore negli elementi orbitali per portare i valori in accordo.
Le comete radenti del 1668, 1689, 1702 e 1945 sembrano essere collegate da vicino a quelle del 1882 e 1965, nonostante le loro orbite non siano determinate abbastanza bene per stabilire se si siano separate dalla cometa genitrice nel 1106 o nel passaggio al perielio precedente a quello, tra il terzo e quinto secolo d.C. Questo sottogruppo di comete è conosciuto come sottogruppo II. La cometa White–Ortiz–Bolelli, vista nel 1970, è collegata più a questo gruppo che al sottogruppo I, ma sembra che si sia separata in un'orbita precedente rispetto agli altri frammenti.
Le comete radenti osservate nel 1843 (Grande Cometa del 1843) e 1963 (Cometa Pereyra) sembrano essere strettamente collegate e appartengono al sottogruppo I, anche se quando le loro orbite sono estrapolate fino al precedente perielio le differenze tra gli elementi orbitali sono ancora abbastanza grandi, probabilmente perché si separarono l'una dall'altra in una rivoluzione ancora precedente. Potrebbero non essere collegate alla cometa del 1106, ma più probabilmente a una cometa che apparve 50 anni prima di quella. Il sottogruppo I include anche le comete del 1695, 1880 e 1887, come la grande maggioranza delle comete scoperte dalla missione SOHO.
Si pensa che la distinzione in due sottogruppi indichi che questi risultano da due comete genitrici, a loro volta parte di una cometa progenitrice che si è frammentata svariate orbite precedenti. Una candidata possibile potrebbe essere la cometa osservata da Aristotele e da Eforo di Cuma nel 371 a.C. Eforo affermò di aver visto questa cometa rompersi in due, tuttavia gli astronomi moderni sono scettici al riguardo, perché tali affermazioni non sono confermate da altre fonti. Al contrario sono le comete che arrivarono tra il terzo e quinto secolo d.C. (le comete del 214, 426 e 467) ad essere considerate come le possibili genitrici della famiglia Kreutz. La cometa originale deve essere stata sicuramente un oggetto molto grande, forse di oltre 100 km di diametro. Per confronto il nucleo della Cometa Hale-Bopp era di circa 40 km di diametro.
Anche se la sua orbita è differente da quella dei due gruppi è possibile che pure la cometa del 1680 sia collegata alla famiglia Kreutz, tramite una frammentazione avvenuta molte orbite nel passato.
Le radenti di Kreutz non sono probabilmente un fenomeno unico. Alcuni studi hanno mostrato che, per comete con elevata inclinazione orbitale e distanze di perielio minori di 2 UA, le perturbazioni gravitazionali tendono a trasformare questi oggetti in comete radenti. Un altro studio ha stimato che la cometa Hale-Bopp ha il 15% di possibilità di diventare alla fine una cometa radente.

## Osservazioni recenti
Fino a tempi recenti sarebbe stato possibile anche per una cometa Kreutz molto luminosa passare attraverso il sistema solare interno inosservata, se il suo perielio fosse caduto tra maggio e agosto. In questo momento dell'anno infatti, vista dalla Terra, la cometa si avvicinerebbe e allontanerebbe direttamente da dietro al Sole, e potrebbe diventare visibile solo se estremamente luminosa e vicina al Sole. Fu solo una coincidenza quella che permise di vedere la Cometa dell'Eclisse del 1882.
Tuttavia, durante gli anni ottanta, due satelliti dedicati all'osservazione del Sole scoprirono casualmente svariati nuovi membri della famiglia Kreutz, e dal lancio della sonda SOHO nel 1995 è possibile osservare comete molto vicine al Sole in qualunque momento dell'anno. Il satellite fornisce una vista costante delle prossimità solari, e ha al momento scoperto centinaia di comete radenti, alcune grandi solo pochi metri. Circa l'83% di queste sono membri del gruppo Kreutz, mentre le restanti sono indicate come 'non-Kreutz' o 'sporadiche' (famiglie Meyer, Marsden, Kracht1 e Kracht2 ). A parte la cometa Lovejoy, nessuna delle comete radenti viste dalla SOHO è sopravvissuta al suo passaggio al perielio. Alcune potrebbero essere cadute sul Sole stesso, ma la gran parte è semplicemente evaporata nella corona.
Più del 75% delle comete radenti SOHO sono state scoperte da astronomi amatoriali analizzando le osservazioni della SOHO su Internet. Alcuni amatori hanno raggiunto un numero notevole di scoperte, come Rainer Kracht (Germania) a quota 272, Michael Oates (Regno Unito) a quota 144, e Zhou Bo (Cina) con 97 identificazioni. Al 1 dicembre 2023 erano state identificate 4939 radenti Kreutz.
Le osservazioni SOHO hanno mostrato che le comete radenti spesso arrivano a coppie, separate da alcune ore. Queste coppie sono troppo frequenti per capitare per un caso, e non possono essere dovute a frammentazioni al perielio precedente, perché i frammenti si sarebbero separati a distanze molto maggiori. Si pensa che invece le coppie derivino da frammentazioni molto lontane dal perielio. Molte comete sono state osservate spezzarsi a grandi distanze dal perielio, e sembra che nel caso delle radenti Kreutz alla frammentazione iniziale al perielio possano seguire delle vere e proprie cascate di separazioni, durante tutto il resto dell'orbita.
Il numero delle comete Kreutz del sottogruppo I è circa 4 volte più grande del numero dei membri del sottogruppo II. Ciò suggerisce che la cometa progenitrice si divise in due comete genitrici di dimensioni diseguali.

## Futuro
Le radenti Kreutz potrebbero continuare ad essere riconosciute dinamicamente come una famiglia distinta per molte migliaia di anni ancora. Alla fine le loro orbite saranno disperse dalle perturbazioni gravitazionali, anche se in funzione del tasso di frammentazione delle componenti il gruppo potrebbe essere completamente distrutto prima che questo accada. La continua scoperta di grandi quantità di membri minori del gruppo Kreutz aiuterà indubbiamente a comprendere meglio come le comete si frammentano in famiglie.
Non è possibile stimare le possibilità di un'altra Kreutz molto luminosa nel prossimo futuro, ma dato che negli ultimi 200 anni ben 10 di queste comete hanno raggiunto la visibilità ad occhio nudo, sembra abbastanza certo che un'altra grande cometa Kreutz arriverà prima o poi.
La cometa White–Ortiz–Bolelli nel 1970 raggiunse una magnitudine apparente di circa 1. Nel dicembre 2011 la radente Kreutz C/2011 W3 (Lovejoy) sopravvisse al passaggio al perielio e raggiunse una magnitudine apparente di -3.